# Полдиран
Полдира́н (рос. Полдыран, марій. Полдыран) — присілок у складі Сернурського району Марій Ел, Росія. Входить до складу Верхньокугенерського сільського поселення.

## Населення
Населення — 140 осіб (2010; 124 у 2002).
Національний склад (станом на 2002 рік):
- марі — 100 %